# کتابخانه ملی آلبانی
کتابخانه ملی آلبانی (به لاتین: National Library of Albania) یک کتابخانه ملی در آلبانی است که در تیرانا واقع شده‌است.